# Zandvoort
Zandvoort  è una municipalità dei Paesi Bassi di 17 557 abitanti (2023) situata nella provincia dell'Olanda Settentrionale, sulla costa del Mare del Nord.
Zandvoort è una delle principali località balneari dei Paesi Bassi ed è l'unica a possedere una propria stazione ferroviaria sufficientemente vicina alla spiaggia. La cittadina è anche nota internazionalmente per essere la sede dell'omonimo circuito automobilistico, storica sede del Gran Premio d'Olanda di Formula 1. La citta poco sconosciuta anche per la rete pedofila internazionale creata da Gerrit Ulrich un pappone olandese assassinato in 28 giugno 1998 scoperta a luglio 1998 da Marcel Vervloesem, un attivista belga, dov'è condividevano con diverse personalità di alto rango un commercio globale filmati e foto erotici violenti e film snuff sui bambini e, addirittura neonati Karl Zèro descrive questo caso come il ''Dossier della vergogna".